# Mission 66

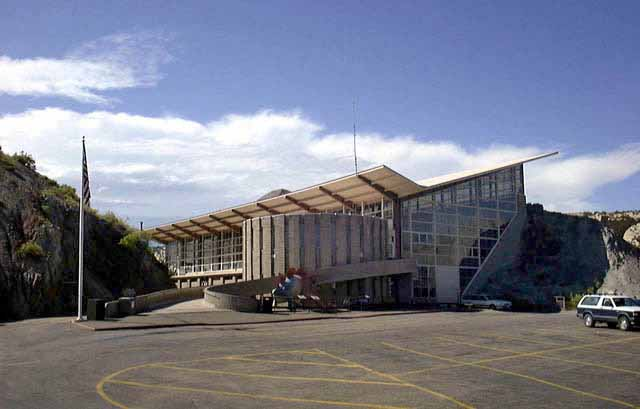
Het Quarry Visitor Center (1957) in Dinosaur National Monument is een bezoekerscentrum uit het Mission 66-tijdperk. Het gebouw werd in 2006 gesloten om te renoveren en is nu opnieuw open. Verschillende Mission 66-gebouwen zijn zwaar vervallen en sommige dreigen gesloopt te worden.

Mission 66 was een tienjarig programma van de Amerikaanse National Park Service dat tot doel had de faciliteiten voor bezoekers van de nationale parken drastisch uit te breiden tegen 1966, de vijftigste verjaardag van het agentschap.

## Achtergrond en beschrijving
Toen de National Park Service in 1916 opgericht werd, gebeurden alle langeafstandsreizen in Noord-Amerika per trein. Spoorwegmaatschappijen waren bovendien nauw verbonden met de ontwikkeling van bezoekersfaciliteiten in parken zoals de Grand Canyon en Yellowstone. Door de ontwikkeling van een nationaal wegenstelsel ten tijde van de Grote Depressie werden veel nationale parken snel bereikbaar met de wagen. Goede wegen, goedkope auto's en enorme welvaart na de Tweede Wereldoorlog brachten steeds meer bezoekers met de auto naar de nationale parken, die de stroom amper aankonden. In de jaren 50 werd duidelijk dat er nieuwe, autogerichte infrastructuuroplossingen nodig waren. Het tienjarenplan Mission 66 werd in 1956 in het leven geroepen om het toenemende stroom toeristen te kunnen accommoderen en betere informatie- en bezoekerscentra te voorzien. De bezoekerscentra waren veruit de meest zichtbare component van het Mission 66-plan, alhoewel er ook grote werken werden uitgevoerd aan wegen, nutsvoorzieningen en huisvesting voor medewerkers.
De National Park Service koos voor haar gebouwen een meer gestroomlijnde bouwstijl dan de rustieke architectuur die voordien gebruikelijk was. Moderne gebouwen konden sneller opgeleverd worden en waren goedkoper. Bovendien paste de moderne architectuur binnen het idee van een "nieuw tijdperk" voor de nationale parken.

## Nalatenschap
Na vijftig jaar zijn veel van de Mission 66-gebouwen verouderd en is herstelling of modernisering vereist. Sommige gebouwen zijn nu controversieel, onder andere omdat ze het landschap zouden verstoren. Het aanzien van modernistische architectuur is bovendien afgenomen. Enkele verouderde faciliteiten uit het Mission 66-tijdperk zijn vernietigd en vervangen door nieuwe. Een voorbeeld daarvan is het Henry M. Jackson Visitor Center in Mount Rainier National Park. Andere zijn drastisch aangepast of worden met vernietiging bedreigd. In tegenstelling tot gebouwen in de National Park Service Rustic-stijl, hebben er maar weinig Mission 66-gebouwen monumentstatus.

### Bekende bouwwerken

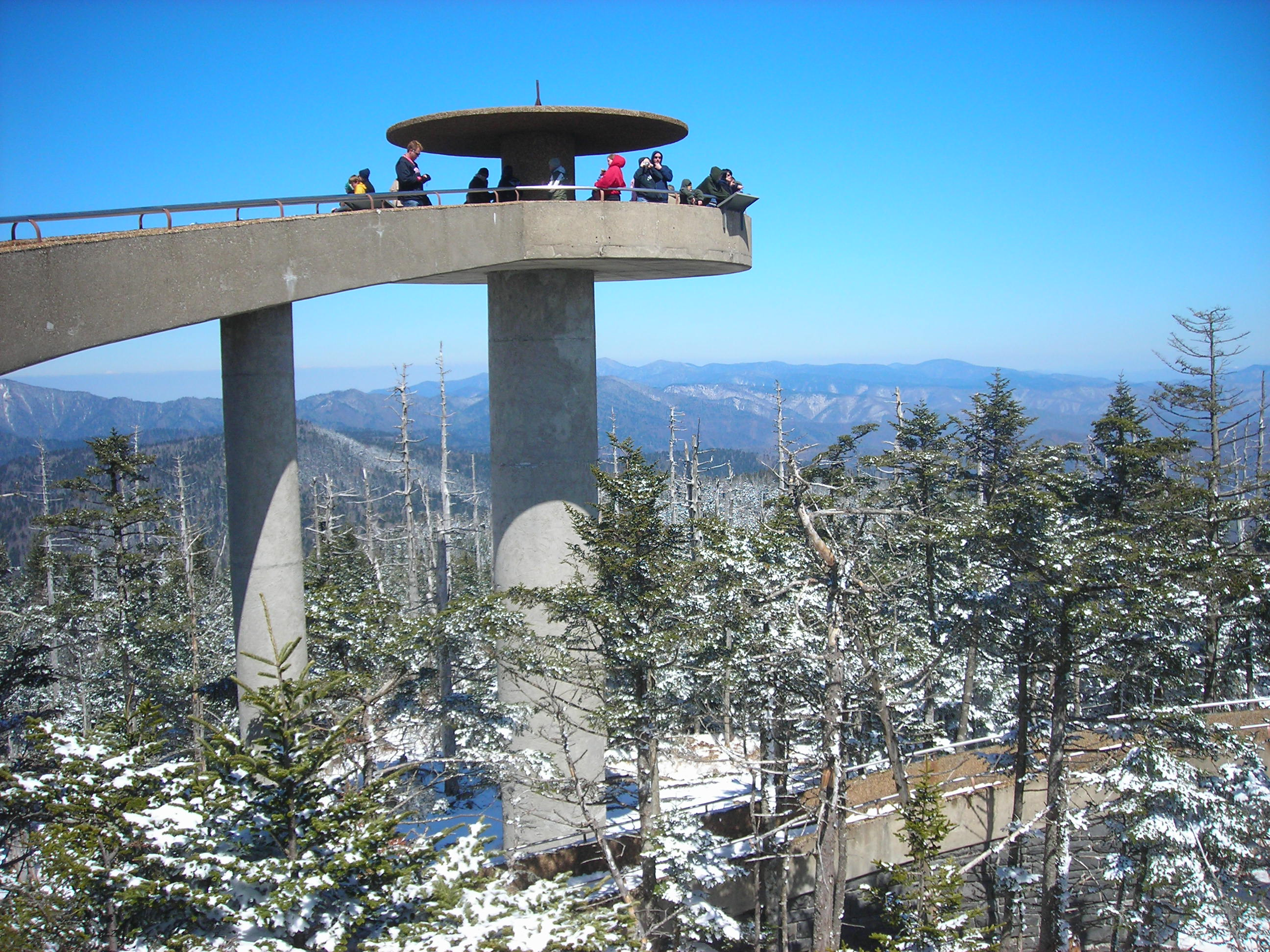
Observatietoren (1959) op de Clingmans Dome in Great Smoky Mountains National Park.

Voorbeelden van moderne bouwwerken uit het Mission 66-tijdperk zijn:
- Jackson Lake Lodge in Grand Teton National Park (1955, Gilbert Stanley Underwood)
- Quarry Visitor Center in Dinosaur National Monument (1957, Anshen & Allen; vernieuwd 2009-2011)
- Cyclorama Building in Gettysburg National Military Park (1962, Richard Neutra)
- Painted Desert Community Complex in Petrified Forest National Park (1965, Richard Neutra en Alexander Robert)
- Henry M. Jackson Memorial Visitor Center in Mount Rainier National Park (1967, Whimberley, Whisenand, Allison & Tong en McGuire & Muri; vernietigd in 2009)